# Ostenfriedhof van Dortmund
Het Ostenfriedhof van Dortmund (Duits: Ostenfriedhof Dortmund) is een in het stadsdistrict Dortmund-Innenstadt-Ost gelegen Duitse begraafplaats. Dankzij de weelderige begroeiing heeft dit kerkhof een parkachtig voorkomen. Het Ostenfriedhof heeft een oppervlakte van ongeveer 16 hectare. Er liggen veel beroemde burgers uit Dortmund begraven. Ca. 100 grafmonumenten staan onder bescherming als gedenkteken. Het Ostenfriedhof maakt tegenwoordig deel uit van het project Route der Industriekultur.

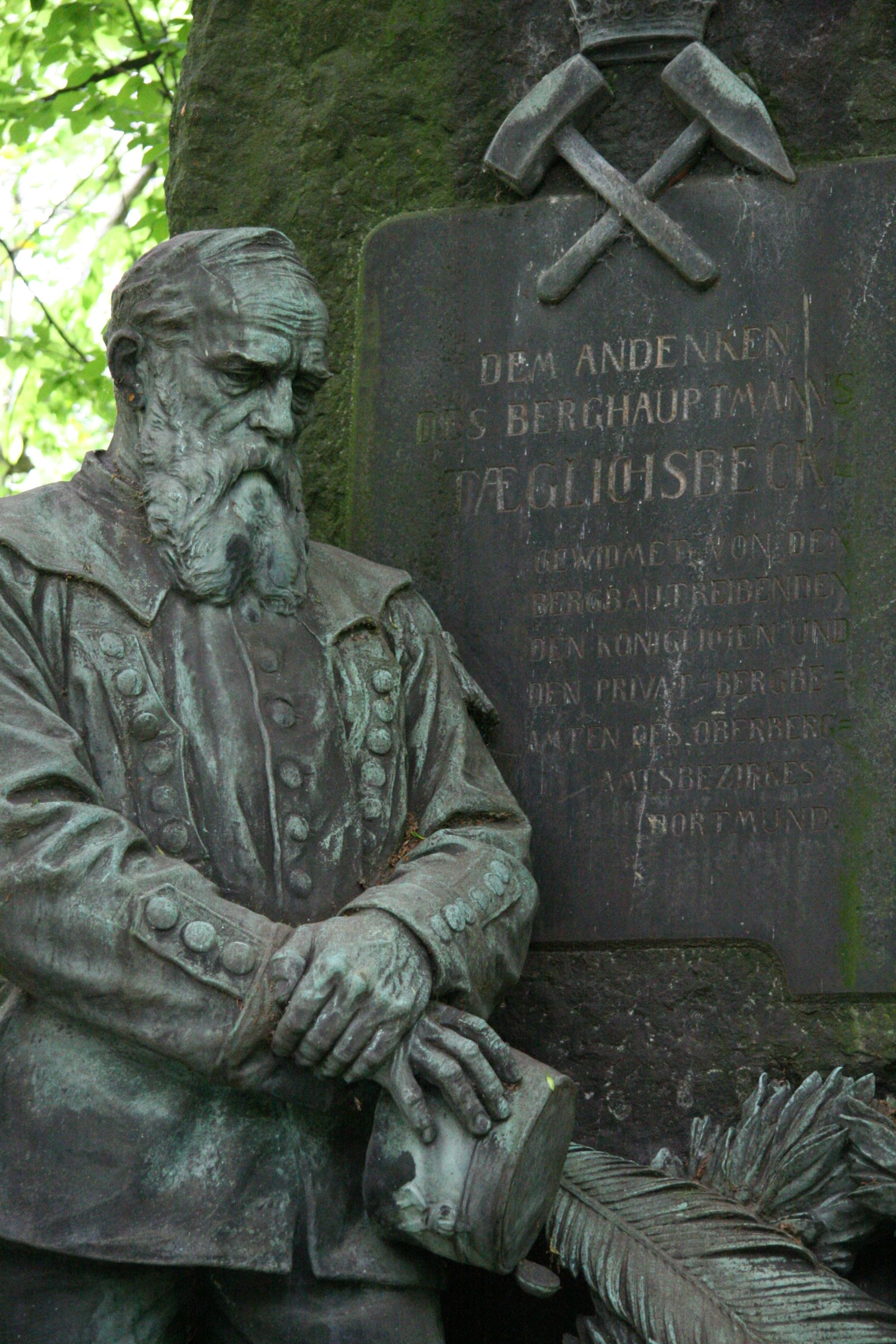
Grafmonument Taeglichsbeck van Clemens Buscher op het Ostenfriedhof Dortmund.

## Geschiedenis
Het Ostenfriedhof Dortmund werd in 1876 aangelegd als tweede begraafplaats in Dortmund naast het Westpark, in een tijd dat de bevolking als gevolg van de Industriële revolutie zeer snel groeide. Toen de eerste bijzetting op het Ostenfriedhof op 1 april 1876 plaatsvond, was de bevolking van Dortmund in iets meer dan een halve eeuw gestegen van 4.000 naar 50.000. De eerste Joodse bijzettingen dateren vermoedelijk van 1898.
Al vanaf 1912 waren er plannen om het oostelijke kerkhof van Dortmund net as het hoofdkerkhof om te vormen tot een park, maar als gevolg van de Eerste Wereldoorlog liep dit project vertraging op. Tijdens de Tweede Wereldoorlog raakte het kerkhof zwaar beschadigd als gevolg van bombardementen. Ook vond er in die tijd geregeld vandalisme plaats, waarbij met name de Joodse graven werden vernield. Na de oorlog werd het kerkhof geheel gerestaureerd, en in de periode 1950-1955 werden twee nieuwe velden geopend.

## Joodse afdeling
Veld 14 geldt sinds 1898 als de Joodse afdeling van het kerkhof, waarbij veld 14a voor volwassenen is gereserveerd en 14b voor kinderen. Langs de paden bevonden zich grafkelders, maar tijdens de Tweede Wereldoorlog raakten vooral deze ruimten zwaar beschadigd. Delen die voor de vernieling gespaard bleven werden geplunderd. Na 1945 besloot de stad Dortmund het Joodse deel van het kerkhof als onderdeel van de Wiedergutmachung volledig te restaureren en nieuwe paden aan te leggen. Voor de Joodse slachtoffers van het naziregime werd een gedenksteen opgericht (zie afbeelding).
Vanaf 1936 liep het aantal joodse bijzettingen op het Ostenfriedhof terug, en na 1945 zijn er alleen nog op het Dortmundse Hauptkerkhof joden bijgezet.

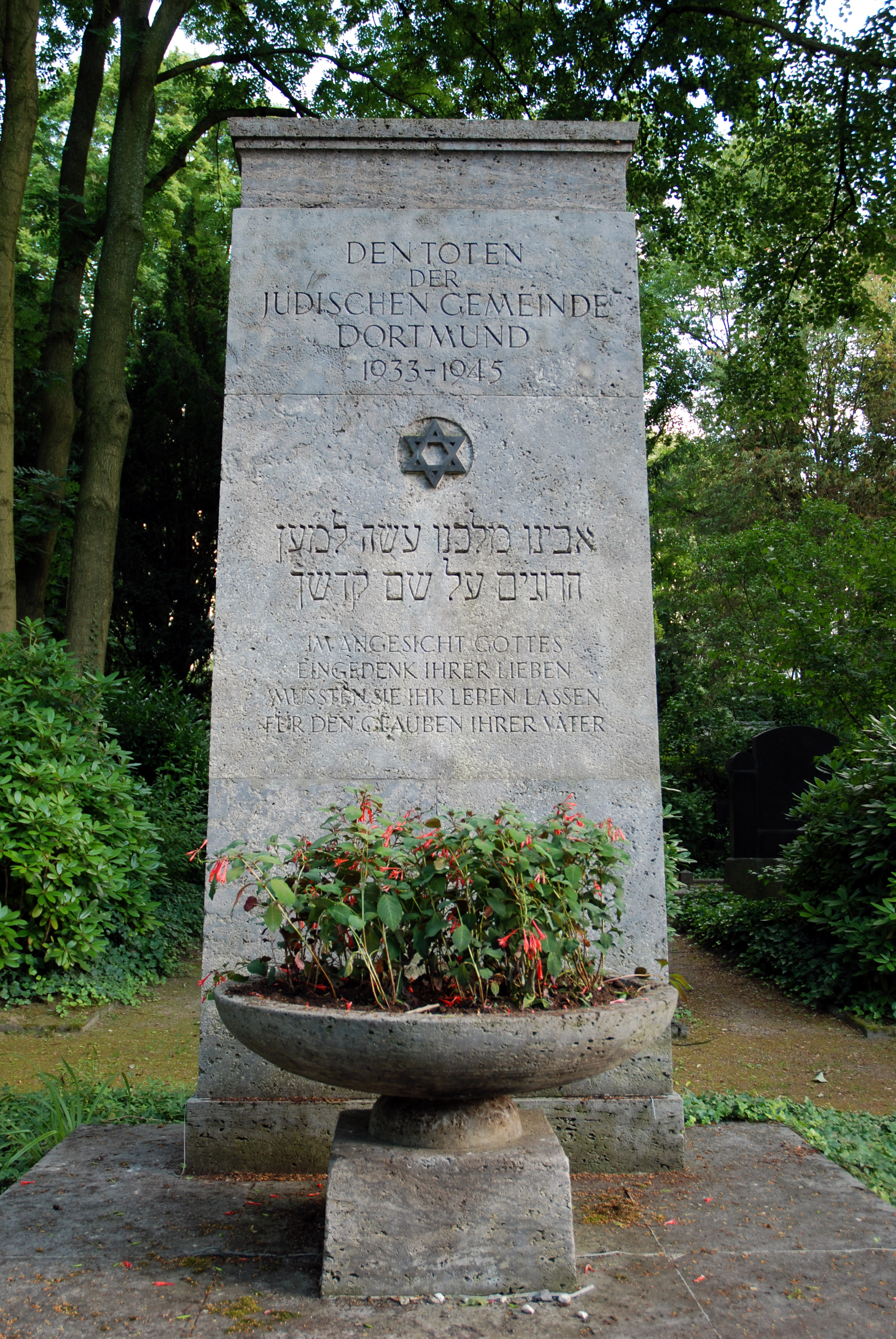
Het gedenkteken voor de Joodse slachtoffers van het nationaalsocialisme op het Ostenfriedhof.

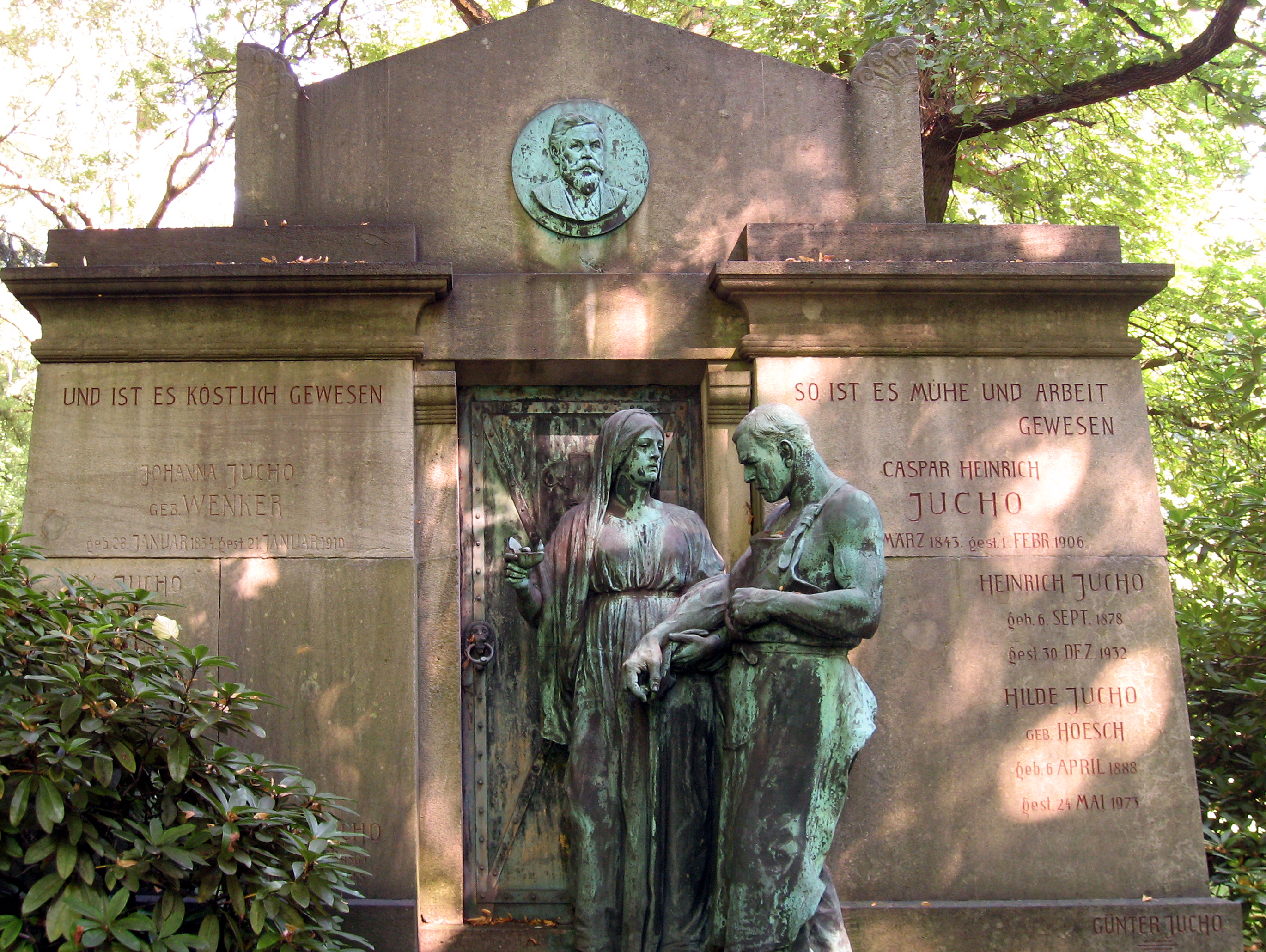
Het familiegraf van bouwondernemer Jucho

## Beroemde personen
In de tijd dat het Ostenfriedhof van Dortmund werd opgericht was de Europese Montanindustrie op haar hoogtepunt, en woonden er in de nabije omgeving veel vermogende families die hun stempel op de historische en economische ontwikkeling van Dortmund hebben gedrukt. Dit is terug te zien aan de vele rijk versierde graven. Meteen rechts voorbij de ingang ligt het graf van Henriette Davidis, een zeer bekende Duitse kookboekenschrijfster. Andere bekende inwoners van Dortmund die hier begraven liggen zijn de feministe Marie Reinders en bouwondernemer Caspar Heinrich Jucho.
Twee gedenktekens herinneren aan de grote mijngasontploffingen in de Kaiserstuhlmijn op 19 augustus 1893, waarbij 61 mijnwerkers het leven lieten. Van deze mijnwerkers liggen er 48 op veld 10 naast een grote gedenksteen begraven. Op 22 december 1897 vond in dezelfde mijn een vergelijkbare explosie plaats, waarbij 19 mijnwerkers omkwamen. Ook voor hen is een gedenkteken opgericht in de vorm van een stenen plaat. Naast deze gedenktekens staat een gedenksteen voor Carl Wilhelm Tölcke, die een van de voorvechters van de eerste Duitse arbeiderspartij (de Algemene Duitse Arbeidersvereniging) was.
Veel van de grafsculpturen zijn ontworpen door de uit Dortmund afkomstige Joodse beeldhouwer Benno Elkan.
Andere beroemde personen en families die hier begraven liggen zijn:
- Friedrich Brinkhoff (1848-1927), brouwmeester
- Familie Wilhelm Brügmann, ondernemers en burgemeester van Dortmund, veld 21
- Familie Crüwell, uitgever, veld 2
- Ludwig Holle, Pruisisch staatsminister, veld 21
- Familie Kleine
- Familie August Klönne, ondernemers;,veld 21
- Familien Kortenacker/Röllecke; bouwondernemers, veld 19
- Familie Krüger, boekhandelaren en uitgevers, veld 2
- Jordan Mai, franciscaner (1866 - 1922), veld 14
- Otto Rupprecht (1855-1902), generaal-secretaris voor Westfalen,
- Familie Wilhelm Schmieding. burgemeester van, veld 21
- Familie Heinrich Schüchtermann; fabrikanten en ereburgers, veld 2
- Familie Schulze, architecten , veld 23
- Familie Friedrich Springorum, veld 5
- Otto Taeglichsbeck (1838 - 1903), veld 10
- Carl Tewaag, stedelijk politicus en ereburger, veld 21
- Albert Schulze Vellinghausen (1905 - 1967)